# An Moerenhout
Pour les articles homonymes, voir Moerenhout.
An Moerenhout, née le 5 décembre 1983 à Bonheiden est une femme politique belge flamande, membre de Groen.
Elle est licenciée en histoire (KUL, 2005) et en relations internationales (KUL, 2006); conseillère intégration étudiants allochtones (2009-10); collaborateur éducatif (2010-11); collaborateur presse de Groen (2011-14).

## Fonctions politiques
- députée au Parlement flamand :
  - depuis le 25 mai 2014.

## Décoration
- Chevalier de l'ordre de Léopold (2024)[1].